# Шифели (Фрозиноне)
Шифели је насеље у Италији у округу Фрозиноне, региону Лацио.
Према процени из 2011. у насељу је живело 428 становника. Насеље се налази на надморској висини од 381 м.